# Pachyteria rugosicollis
Pachyteria rugosicollis là một loài bọ cánh cứng trong họ Cerambycidae.